# Đập Daecheong
Đập Daecheong là sự kết hợp giữa bê tông chịu lực và đập kè trên sông Geum, 16 km (10 mi) phía Bắc Daejeon ở Hàn Quốc. Mục đích của đập là điều khiển lũ, cung cấp nước và thủy điện. Công trình xây dựng bắt đầu vào năm 1975 và hoàn thành vào ngày 1 tháng 12 năm 1980. Chiều cao là 72 m (236 ft), đập lưu giữ 1.490.000.000 m3 (1.207.963 acre⋅ft) nước.